# Bob Weir
Bob Weir (San Francisco, 1947. október 16. –) amerikai énekes, gitáros, dalszerző.
Bobby Weir a legendás Grateful Dead rockegyüttes egyik alapító tagja volt. A zenekar 1965-ös megalapítása óta Weir a rockzene egyik legkiválóbb ritmusgitárosa lett. A zenekar Grammy Életmű-díjat kapott.

## Pályafutása
Weirt örökbefogadó szülők nevelték fel a kaliforniai Athertonban. 13 évesen kezdett el gitározni. 1963-ban találkozott Jerry Garcíával. Ekkor már tagja volt a The Warlocks együttesnek, amelyből később a Grateful Dead jött létre. Ennek állandó tagja volt egészen Jerry García haláláig.
Jerry García és Robert Hunter (zene/szöveg) mellett Weir jelentősen hozzájárult a Grateful Dead repertoárjához John Barlow szövegíróval is. Garciához hasonlóan ő is  énekelte saját dalait. Ritmusgitárosként ugyan a háttérben volt García mellett, aki a legtöbb gitárszólót is eljátszotta.
1974 és 1977 között a Kingfish együttesnek is tagja is volt.
Weir saját nevén kiadta saját albumait, 1995-től pedig saját zenekarával, a Ratdoggal szerepelt. Fellépéseken is részt vett más korábbi Grateful Dead-tagokkal The Other Ones és The Dead néven. 2009-ben alapította a Furthur zenekart a Grateful Dead basszusgitárosával, Phil Lesh-sel.

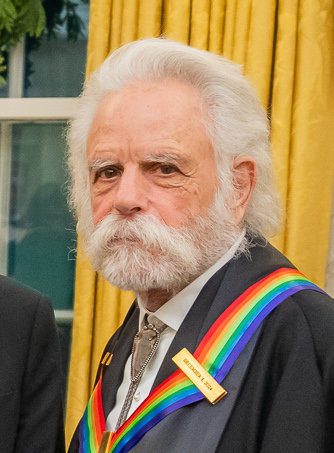
2024

2022-ben két új albuma is megjelent: Bobby Weir & Wolf Bros: Live In Colorado 1- 2.
Weirt 1994-ben a Grateful Dead tagjaként beválasztották a Rock and Roll Hírességek Csarnokába.

## Stúdióalbumok
- Ace (1972)
- Heaven Help The Fool (1978)
- Weir Here: The Best of Bob Weir (2004)
- Blue Mountain (2016)
- Bobby Weir & Wolf Bros: Live In Colorado 1- 2. (2022)

## Díjak
- 2016: Blue Mountain – Favorite Folk and Americana Albums
- Rock and Roll Hall of Fame

## Filmek
- Bob Weir az IMDb-n